# Bleu noir (chanson)
Pour l’article homonyme, voir Bleu noir.
Singles de Mylène Farmer
Oui mais... non
(2010) Lonely Lisa
(2011)
Bleu noir est une chanson de Mylène Farmer, sortie en single le 28 janvier 2011 en version digitale et le 18 avril 2011 en version physique, en tant que deuxième extrait de l’album Bleu noir.
Sur une musique pop composée par Moby (qui signe la majorité des titres de l'album), la chanteuse écrit un texte inspiré de Poèmes en prose de Pierre Reverdy.
Le clip, réalisé par Olivier Dahan en noir et blanc, présente Mylène Farmer en train de marcher, chantant le titre lors d'un long plan-séquence.
Le titre se classe no 1 du Top Singles dès sa sortie.
Au même moment, Moby sort une autre version de sa composition de Bleu noir sous le nom de The Day, en tant que premier extrait de son album Destroyed.

## Contexte et écriture
En  septembre 2010, deux ans après la sortie de l'album Point de suture et un an après sa tournée triomphale qui l'a menée à se produire deux soirs au Stade de France, Mylène Farmer effectue son retour avec Oui mais... non, une chanson composée par le producteur RedOne, qui a notamment collaboré aux tubes Poker Face et Bad Romance de Lady Gaga.

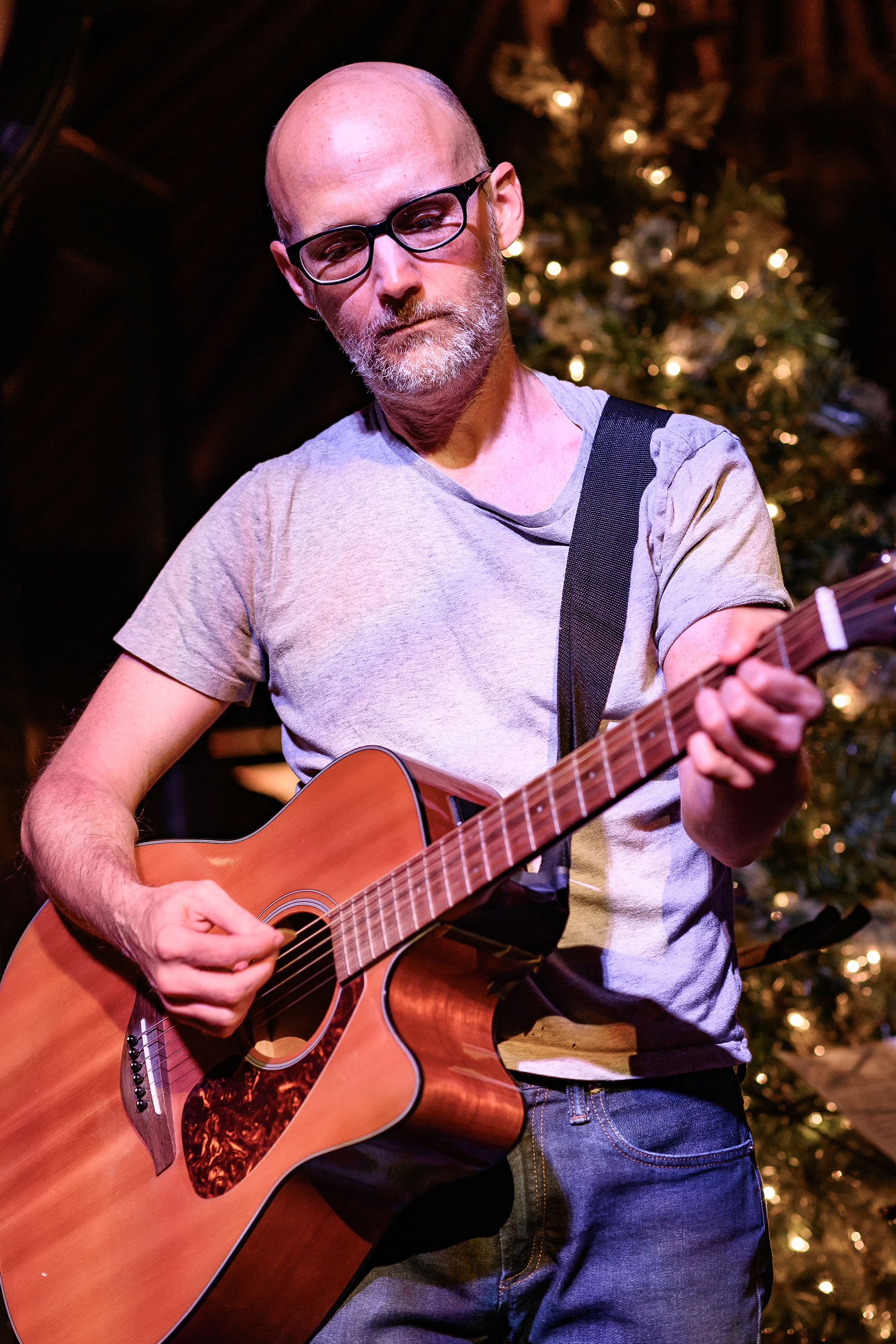
Moby signe la musique de Bleu noir.

Oui mais...non connaît un grand succès en France, se classant no 1 durant quatre semaines, et annonce l'album Bleu noir : sorti le 6 décembre 2010, c'est le premier album que la chanteuse réalise sans Laurent Boutonnat, faisant appel à RedOne, Moby et au groupe Archive.

L'album se classe en tête des ventes tout le mois de décembre, réalisant le meilleur démarrage de l'année et dépassant les 300 000 ventes en trois semaines.
Afin de succéder au très rythmé Oui mais...non, Mylène Farmer choisit Bleu noir en tant que deuxième single, une ballade pop composée par Moby (qui signe la majorité des titres de l'album).

Sur cette musique, la chanteuse écrit un texte inspiré de Poèmes en prose de Pierre Reverdy, notamment dans les phrases « Je tombe en défaillance, vienne ma délivrance », « Dans ce convoi de larmes », « Je te dédie ma mort » ou encore dans le refrain « La bataille est belle, celle de l’amour disperse tout ».
La chanteuse cite deux couleurs opposées, le rouge vermeil, couleur de la passion (« Me dis quand même qu’au fond de ma peine survit un cœur couleur vermeil »), et le bleu noir, couleur généralement associée à l'encre (« Quand tu pars, il n’en reste qu’un bleu noir »). Cette idée sera renforcée par le coffret de l'album Bleu noir, qui est composé d'une écritoire, d'un papier buvard, d'un porte plume et d'un flacon d'encre de Chine.

## Sortie et accueil critique
Diffusé en radio à partir du 28 janvier 2011, le single sort en physique le 18 avril 2011.

La pochette du single, en noir et blanc, est une photo issue du clip.

### Critiques
- « Le meilleur titre de l'album. » (La Dernière Heure)[9]
- « La collaboration avec Moby aborde l'aspect le plus pop de l'album en envols légers, ambiances planantes. » (Le Monde)[10]
- « Une vraie réussite. » (Le Soleil)[11]
- « Moby parvient à faire sortir de la chanteuse autre chose qu'un filet de voix vaporeux, notamment dans Bleu noir où l'on semble entendre enfin la vraie Mylène. » (Le Parisien)[12]
- « Bleu noir réconciliera les fans de la première heure et les adeptes de la pop anglaise. » (Gala)[13]
- « La justesse de la composition convainc sans peine, s'imposant naturellement. » (What-Hifi)[14]
- « Les guitares rappellent presque certains riffs de The Cure. »[15]

## Vidéo-clip
Réalisé par Olivier Dahan et tourné en noir et blanc, le clip présente Mylène Farmer en train de marcher, chantant le titre lors d'un long plan-séquence.
Sortant d'une forêt sombre, elle avance tranquillement, marchant droit devant elle, entourée de quelques points lumineux.
 
Vacillant légèrement en fonction des évènements qui surgissent autour d'elle, comme des explosions ou des tempêtes, elle interrompt son chant au moment de prononcer les mots « mon amour », comme si elle n'osait pas dévoiler ses sentiments.

Lors du dernier refrain, la chanteuse paraît alors plus sûre d'elle et plus épanouie, prononçant tous les mots du refrain sans la moindre hésitation.
Contemplant le ciel, son regard se fixe alors sur les trois points lumineux qui l'ont guidée tout au long de son chemin.

### Sortie et accueil
Le clip est diffusé à partir du 16 mars 2011 à la télévision.
- « Pas de vrai travail d’actrice, le jeu est faible, mais un clip radieux dans son ensemble. »[16]
- « Le résultat est esthétique, très épuré, le tout dans un univers très "farmerien". »[17]
- « Olivier Dahan signe un long plan-séquence en noir et blanc mettant en scène une Mylène Farmer radieuse, au fil des batailles et des saisons. »[18]
- « On a enfin retrouvé notre Mylène Farmer mélancolique et émouvante. Du Mylène Farmer pur jus. »[19]

## Promotion
Mylène Farmer n'effectue aucune promotion pour la sortie de ce single.

## Classements hebdomadaires
Dès sa sortie, le single se classe no 1 du Top Singles, dans lequel il reste classé durant six semaines.
| Classement (2011)            | Meilleure position |
| ---------------------------- | ------------------ |
| Belgique - Wallonie (Ventes) | 16                 |
| Belgique - Wallonie (Radios) | 12                 |
| France (Ventes)              | 1                  |
| France (TV)                  | 21                 |
| France (Radios locales)      | 52                 |

### Liste des supports
| 1. | Bleu noir                | 4:04 |
| 2. | Bleu noir (instrumental) | 4:06 |

| 1. | Bleu noir                                        | 4:04 |
| 2. | Bleu noir (Glam as You Radio Mix2, par Guéna LG) | 4:05 |
| 3. | Bleu noir (Jeremy Hills Remix)                   | 3:26 |
| 4. | Bleu noir (Glam as You Club Mix, par Guéna LG)   | 7:41 |
| 5. | Bleu noir (Jeremy Hills Extended Mix)            | 4:35 |
| 6. | Bleu noir (Jeremy Hills Dub Remix)               | 4:36 |

| A.  | Bleu noir (Glam as You Club Mix)      | 7:41 |
| B1. | Bleu noir (Jeremy Hills Extended Mix) | 4:35 |
| B2. | Bleu noir                             | 4:04 |

## Crédits
- Paroles : Mylène Farmer
- Musique : Moby
- Réalisation: Mylène Farmer et Moby
- Programmations : Eric Chevalier
- Guitares : David Levita
- Basse : Jonathan Noyce
- Prises de son : Jérôme Devoise[27]

## Interprétations en concert

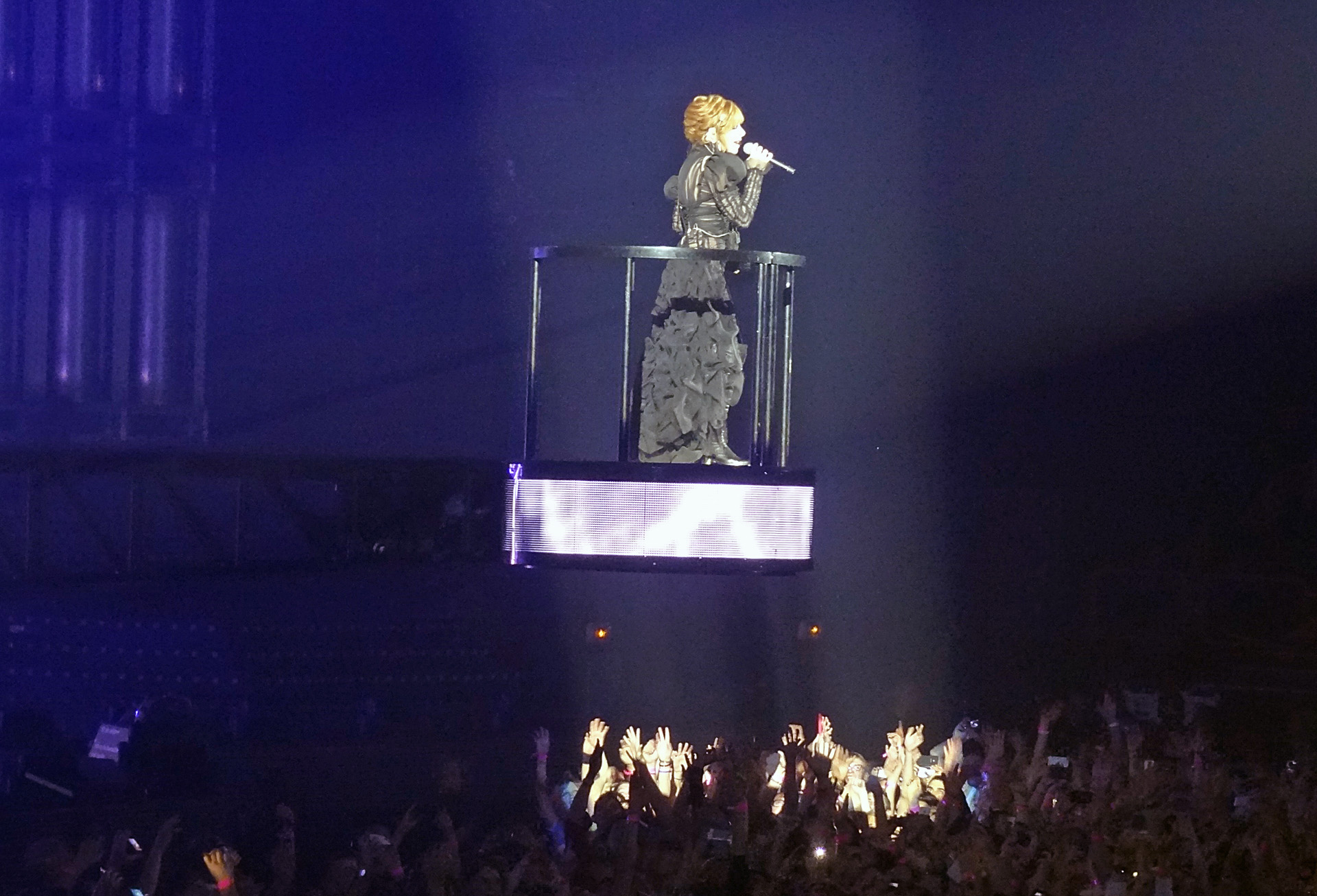
Mylène Farmer interprétant Bleu noir en concert.

Mylène Farmer a interprété Bleu noir en concert lors de sa tournée Timeless 2013.
Dans une ambiance bleutée et vêtue d'une tenue noire signée par Jean-Paul Gaultier, la chanteuse était juchée sur une nacelle survolant le public présent dans la fosse.
La chanson n'a pas été réinterprétée depuis.

## Albums et vidéos incluant le titre

### Albums de Mylène Farmer
| Année | Album         | Version                                     | Durée | Certifications de l'album        |
| 2010  | Bleu Noir,    | Version Album Instrumental (réédition 2021) | 4:04  | Diamant · Platine · Or · Platine |
| 2011  | 2001-2011     | Version Album                               | 4:04  | 2 × Platine · Or                 |
| 2013  | Timeless 2013 | Live 2013                                   | 4:14  | Platine · Or                     |
| 2020  | Histoires de  | Version Album                               | 4:04  | Platine                          |

### Vidéos de Mylène Farmer
| Année | Vidéo                             | Version    | Durée | Certifications de la vidéo |
| 2014  | Timeless 2013                     | Live 2013  | 4:14  | Diamant                    |
| 2021  | Les clips - L'intégrale 1999-2020 | Vidéo-clip | 4:19  | -                          |

## Adaptations
Au printemps 2011, à la même période que la sortie du single Bleu noir, Moby sort une autre version de sa composition de Bleu noir sous le nom de The Day, en tant que premier extrait de son album Destroyed. Il déclarera : 

« J’avais oublié que je lui avais déjà donné cette chanson. Elle a écrit son texte et moi le mien. C’est un accident. Elle n’est pas contente car elle pensait que c’était sa chanson. Je suis très confus. »